# 米德勒特
32°40′48″N 4°43′48″W / 32.68000°N 4.73000°W

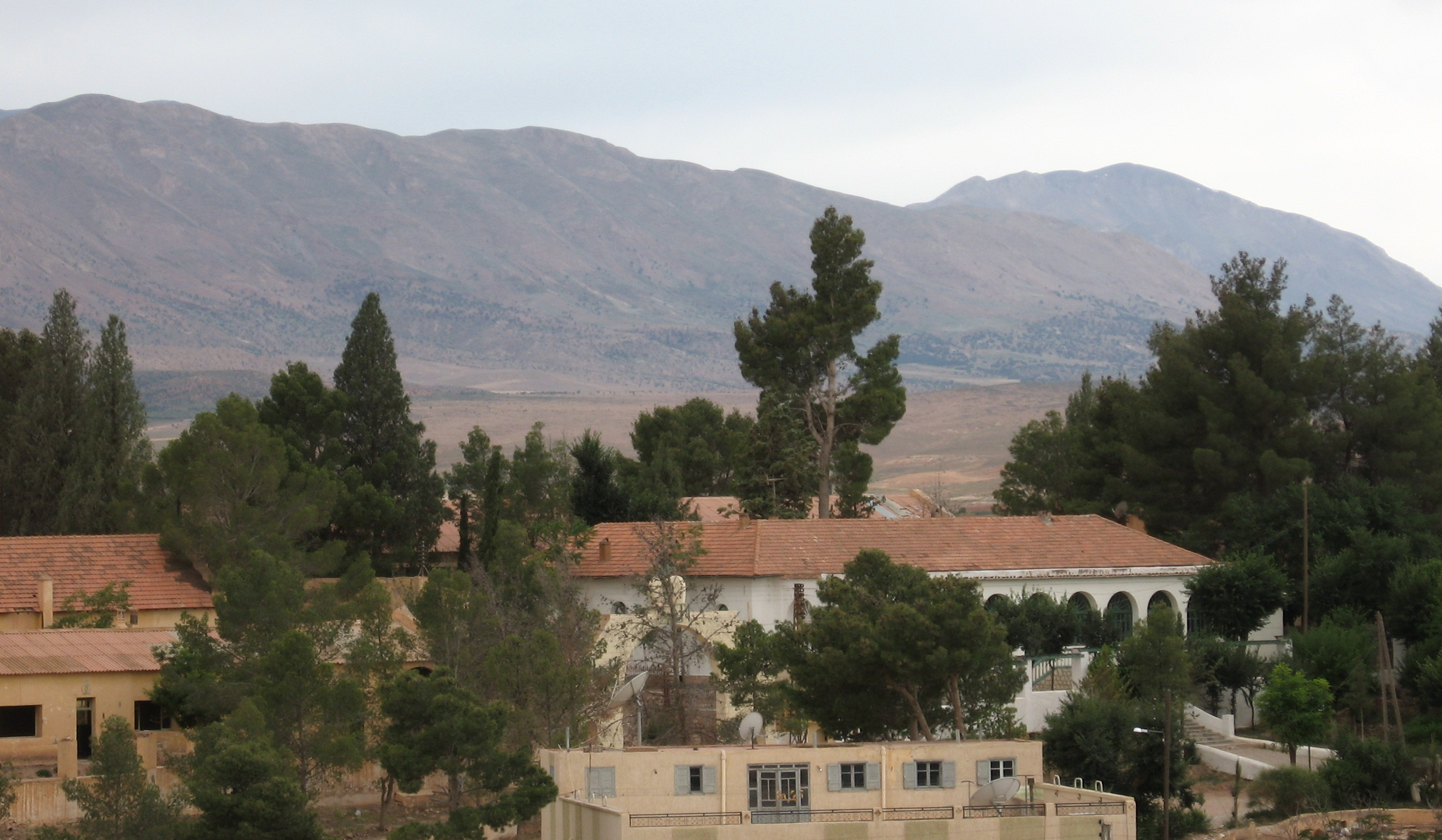

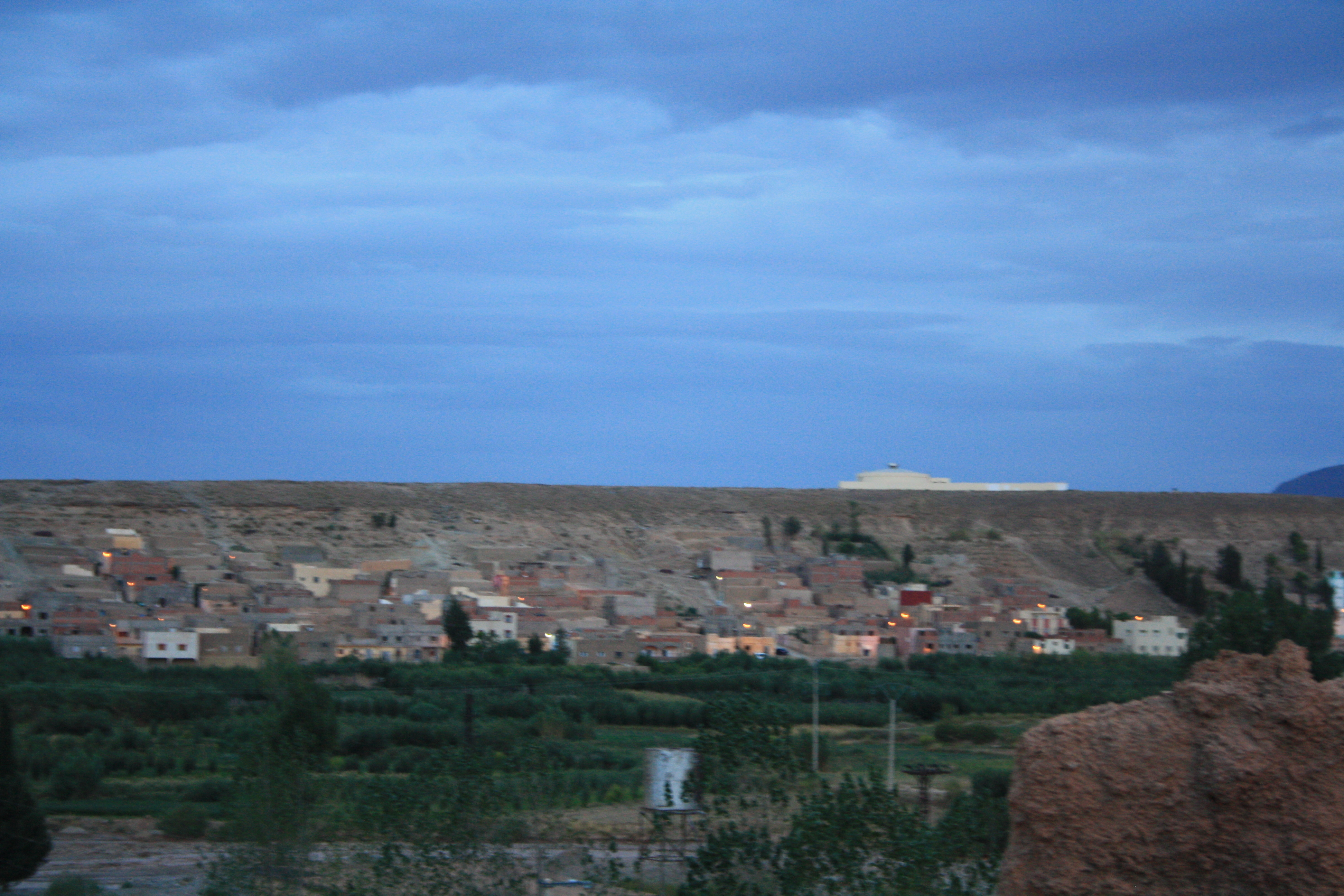

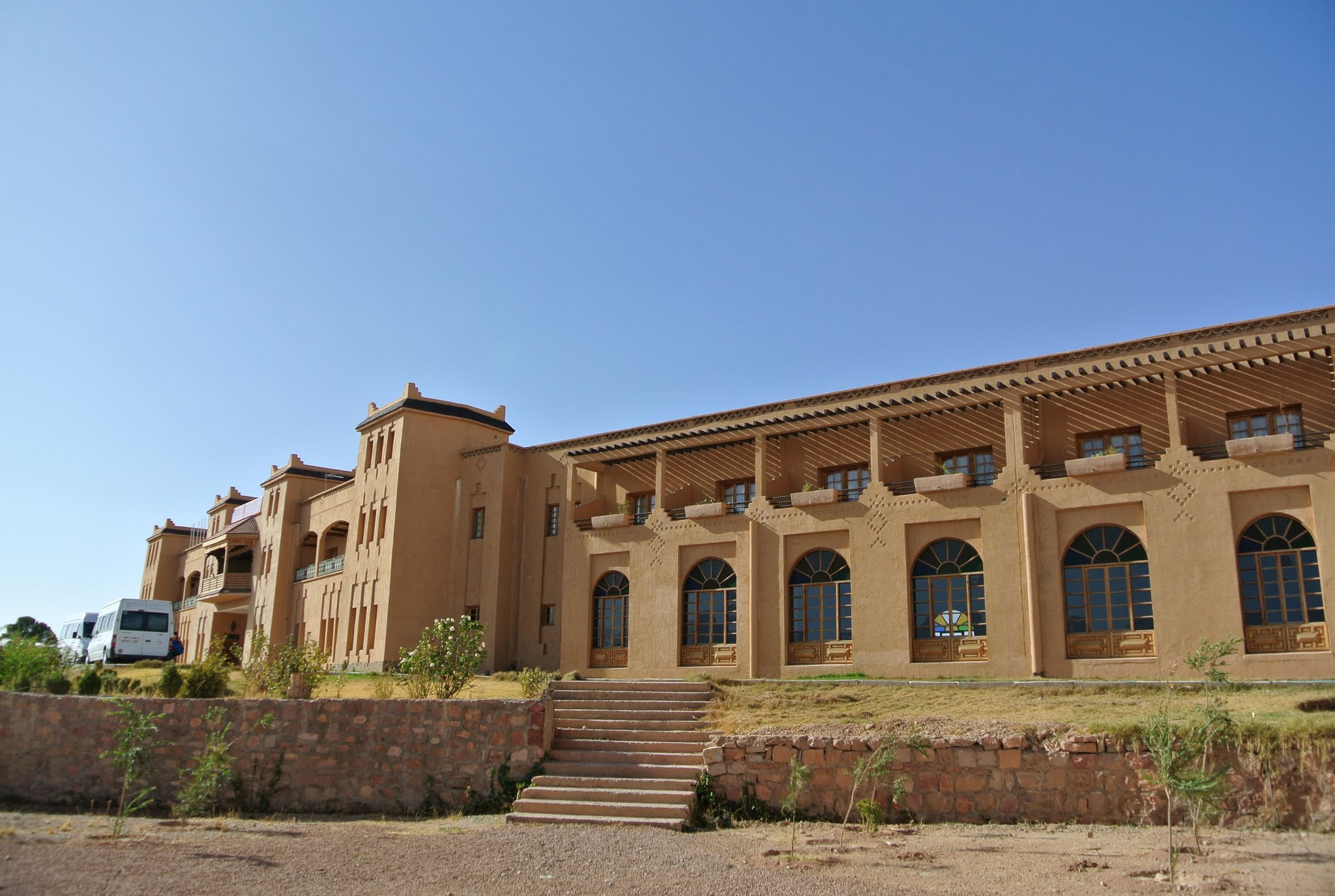

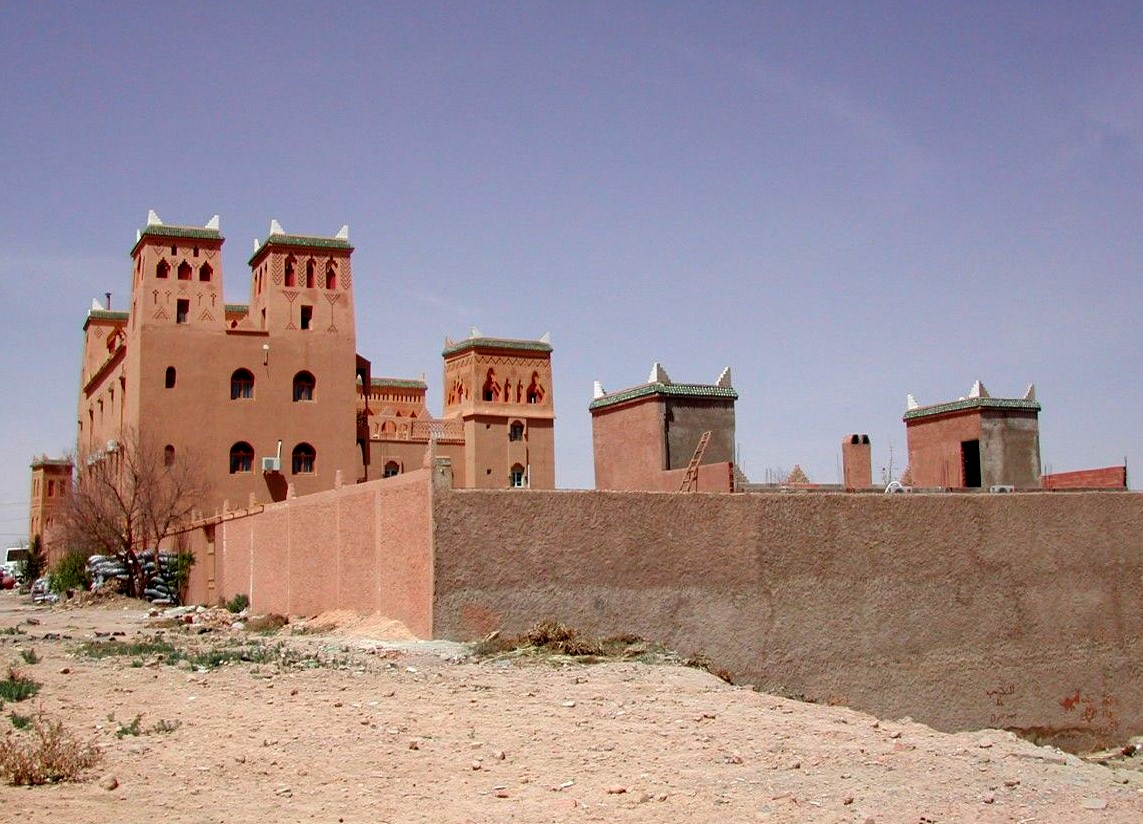

米德勒特（阿拉伯语：‎），是摩洛哥的城鎮，位於該國東北部，由德拉-塔菲拉勒特大區負責管轄，是米德勒特省的首府，海拔高度1,508米，每年平均降雨量3,163毫米，2014年人口55,304。